# ハビエル・アギーレ
ハビエル・アギーレ・オナインディア（西: Javier Aguirre Onaindía、1958年12月1日 - ）は、メキシコ・メキシコシティ出身の元プロサッカー選手、現サッカー指導者。ハビエル・アギレとも。
両親はスペイン・バスクからメキシコへの移民者で、アギーレ自身はバスク系メキシコ人。長男は弁護士、次男はサッカー指導者、三男はサッカー選手である。
現役時代のポジションは、フォワードとして選手生活をスタートし、やがてミッドフィールダー、選手生活晩年はディフェンダー（CB）。メキシコ代表選手として1986年ワールドカップ・メキシコ大会に出場した。現役引退後、1994年ワールドカップ・アメリカ大会にアシスタントコーチとして代表に同行し、また代表監督として2002年ワールドカップ・日韓大会、2010年ワールドカップ・南アフリカ大会の2大会で指揮を執った。2014年7月から2015年2月まで日本代表監督を務めた。

## 経歴
選手としては、所属したクラブで392試合に出場し56得点、メキシコ代表選手として59試合に出場し14得点を記録している。監督としては、メキシコ国内のCFアトランテ、CFパチューカで実績をあげる。メキシコ代表監督としては、2002年ワールドカップの最終予選、10節中5節を終えて1勝3敗1分、勝ち点4の6ヶ国中4位と、本大会への出場が危ぶまれる状況にあった段階で就任し、2001年7月1日に初采配。アルベルト・ガルシア・アスペ、クアウテモク・ブランコ、フランシスコ・パレンシアを代表に呼び戻し、残り5節を4勝1分で乗り切って、5勝3敗2分の勝ち点17で11月11日の最終節に本大会出場3位以上を確定させ、母国を救った。本大会でもグループリーグを2勝1分で突破し16強に導いた。大会終了後はスペインのCAオサスナの監督に就任。弱小であった同クラブで2005-06シーズンにはリーガ・エスパニョーラで4位に入り、翌シーズンのUEFAチャンピオンズリーグ出場権を獲得できるまでに強化した。その実績を買われ、翌シーズンからはアトレティコ・マドリードの監督に招聘された。アトレティコでの2シーズン目となる2007-08シーズンには12シーズンぶりに4位以内に入り、暗黒期からの復活を期すアトレティコとして一定の成果を残した。2008年12月、UDアルメリアの監督にウーゴ・サンチェスが就任し、スペイン1部で指揮を取るメキシコ人監督はふたりになった。2009年に入ってから2分3敗と1勝も出来ず、2月3日に解任された。
2009年4月、2010年ワールドカップの最終予選において、3節を終えて1勝2敗と再び本大会出場に黄信号が灯り、スヴェン＝ゴラン・エリクソン監督は解任され、これを受けて7年ぶりにメキシコ代表監督に就任した。就任後、代表から退いていたブランコを再び呼び戻して主将を命じた。代表は4節を落とし窮地は深まったが、ここから一気に5連勝（最終節は引き分け）し、6勝3敗1分の勝ち点19でチームを2位に押し上げて2010年ワールドカップ出場に導いた。本戦でもフランス代表を撃破して再び16強に進出した。同大会後、メキシコ代表監督を辞任。2010年にはJFAが日本代表監督に打診していたが、家族の事情もあり見送った。
2010年11月18日、レアル・サラゴサの監督に就任。2012年からRCDエスパニョールの監督を務め、2014年5月に退任した。
2014年7月、JFAが日本代表監督に招聘。8月に就任した。
2014年12月には、2011年5月に指揮していたサラゴサのリーガ残留をかけたレバンテUD戦を廻る八百長疑惑で、スペインの検察当局から関与した疑いのあるアンデル・エレーラ、ガビらとともに告発された。2015年1月14日、スペインメディアにより、バレンシアの裁判所が訴追を受理、同年2月には事情聴取が始まるとの報道がなされた。日本代表監督就任後初の国際大会となったアジアカップ2015ではグループステージを無失点で3連勝し首位通過するも、決勝トーナメントでは準々決勝UAE戦でPK戦の末に敗れ、ベスト8で敗退した。八百長に関与した疑いにより、2015年2月3日、日本サッカー協会からサッカー日本代表監督としての契約解除が発表された。
2015年6月、UAE・アラビアン・ガルフ・リーグのアル・ワフダFCの監督に契約期間1年で就任。
その後1年間契約を延長し、2017年6月末に契約満了となり退任した。
2018年8月1日、サッカーエジプト代表の監督に就任した。
しかし、2019年7月に地元エジプトで開催されたアフリカネイションズカップ2019にて、グループリーグを首位通過しながらも決勝トーナメントラウンド16で南アフリカに0-1で敗れたことから、7月6日に解任が発表された。
2019年11月4日、CDレガネスの監督に就任したことが発表された。最下位の状態で監督に就任後、すぐに好成績を収めたが、最終節で2部リーグに降格することになった。
2020年12月7日、アントニオ・モハメドに代わってC.F.モンテレイと2シーズンの契約を結んだ。CONCACAFチャンピオンズリーグで優勝し、5度目のタイトルとFIFAクラブワールドカップ出場を達成した。
2022年3月24日、ルイス・ガルシア・プラザの解任に伴い、スペイン・プリメーラ・ディビシオンのRCDマジョルカと契約すると、ラスト3試合で2勝1分の粘りを見せ、降格圏とのポイント差は『1』でプリメーラ・ディビシオンに踏みとどまった。
就任2年目となった2022-23シーズンは前年と一転。MFイ・ガンインとFWヴェダト・ムリキのホットラインを最大限に活かすスタイルで、開幕前は降格候補に挙げられながらも、蓋を開けてみれば9位フィニッシュとトップハーフ入りを果たした。
2023-24シーズンは再び残留争いに巻き込まれるものの、第37節でプリメーラ・ディビシオン残留を確定させた。コパ・デル・レイではクラブ史上4度目のファイナリストとなった(決勝戦はPK戦の末に、アスレティック・ビルバオに敗れた)。2024年5月22日、同シーズン限りでの退任が発表された。
2024年7月22日、自国開催となる2026年のワールドカップを控えたメキシコ代表監督への就任が発表された。自身3度目の就任となる。

## 人物・エピソード
- 昔は野球をしていたといい、今も趣味にしているとのこと[15]。また、日本で野球と相撲を観戦したいとも述べている[15]。
- 2009年7月9日、メキシコ代表監督として臨んだ2009 CONCACAFゴールドカップでパナマ代表と試合をした際に、タッチライン際を走っていた相手MFリカルド・フィリップスに蹴りを入れ、乱闘騒ぎとなった。この試合で退席処分を受け3試合の出場停止処分を科された[16][17][18]。

## 代表歴

### 出場大会
- メキシコ代表
  - 1986 FIFAワールドカップ

### 試合数
- 国際Aマッチ 57試合 12得点（1983年-1992年）[19]

| メキシコ代表 | 国際Aマッチ | 国際Aマッチ |
| 年           | 出場        | 得点        |
| ------------ | ----------- | ----------- |
| 1983         | 5           | 2           |
| 1984         | 14          | 3           |
| 1985         | 19          | 2           |
| 1986         | 10          | 3           |
| 1987         | 0           | 0           |
| 1988         | 2           | 1           |
| 1989         | 0           | 0           |
| 1990         | 2           | 0           |
| 1991         | 3           | 0           |
| 1992         | 2           | 1           |
| 通算         | 57          | 12          |

## 監督成績
2022年11月12日現在
| クラブ                   | 国                   | 就任           | 退任           | 記録 | 記録 | 記録 | 記録 | 記録 | 記録 | 記録 | 記録   |
| クラブ                   | 国                   | 就任           | 退任           | 試   | 勝   | 分   | 敗   | 得   | 失   | 差   | 勝率   |
| ------------------------ | -------------------- | -------------- | -------------- | ---- | ---- | ---- | ---- | ---- | ---- | ---- | ------ |
| メキシコ代表             | メキシコの旗         | 2001年6月21日  | 2002年7月1日   | 27   | 17   | 3    | 7    | 40   | 19   | +21  | 062.96 |
| オサスナ                 | スペインの旗         | 2002年7月1日   | 2006年5月19日  | 177  | 66   | 49   | 62   | 207  | 221  | −14  | 037.29 |
| アトレティコ・マドリード | スペインの旗         | 2006年5月23日  | 2009年2月2日   | 131  | 61   | 31   | 39   | 206  | 147  | +59  | 046.56 |
| メキシコ代表             | メキシコの旗         | 2009年4月3日   | 2010年6月30日  | 32   | 19   | 7    | 6    | 60   | 24   | +36  | 059.38 |
| レアル・サラゴサ         | スペインの旗         | 2010年11月18日 | 2011年12月29日 | 45   | 13   | 10   | 22   | 43   | 68   | −25  | 028.89 |
| エスパニョール           | スペインの旗         | 2012年11月28日 | 2014年5月27日  | 69   | 22   | 18   | 29   | 79   | 88   | −9   | 031.88 |
| 日本代表                 | 日本の旗             | 2014年7月24日  | 2015年2月2日   | 10   | 6    | 2    | 2    | 19   | 10   | +9   | 060.00 |
| アル・ワフダ             | アラブ首長国連邦の旗 | 2015年6月18日  | 2017年5月20日  | 78   | 34   | 21   | 23   | 154  | 108  | +46  | 043.59 |
| エジプト代表             | エジプトの旗         | 2018年8月1日   | 2019年7月6日   | 12   | 9    | 1    | 2    | 25   | 7    | +18  | 075.00 |
| レガネス                 | スペインの旗         | 2019年11月4日  | 2020年7月19日  | 30   | 9    | 11   | 10   | 30   | 36   | −6   | 030.00 |
| モンテレイ               | メキシコの旗         | 2020年10月7日  | 2022年2月26日  | 53   | 23   | 17   | 13   | 75   | 44   | +31  | 043.40 |
| マジョルカ               | スペインの旗         | 2022年3月24日  | 現在           | 24   | 10   | 5    | 9    | 29   | 27   | +2   | 041.67 |
| 合計                     | 合計                 | 合計           | 合計           | 688  | 289  | 175  | 224  | 967  | 799  | +168 | 042.01 |